# Jean-François Klobb
Jean-François Arsène Klobb (Ribeauvillé, 29 juin 1857 – Dankori, 14 juillet 1899), est un officier français. Il est tué par deux capitaines en rébellion, qu'il relevait de leur commandement.

## Biographie

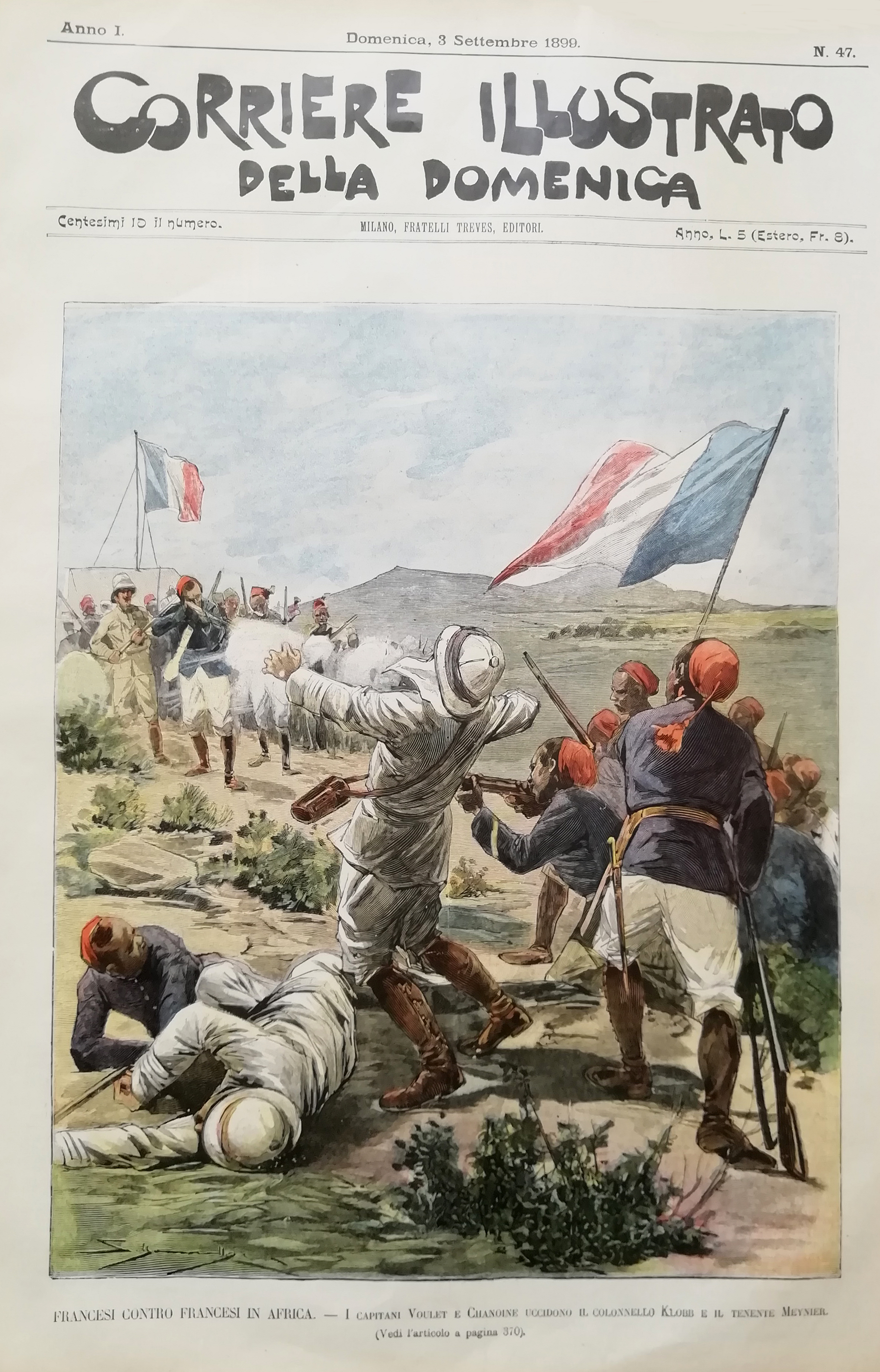
Klobb tué par les troupes de Voulet.
Couverture illustrée du journal Corriere Illustrato della Domenica, Milan, 3 septembre 1899.

Né à Ribeauvillé dans le Haut-Rhin, il est le fils d'un notaire, Jean-Baptiste Klobb, et de Marie Rose Virginie Dinichert.
Élève de l'École polytechnique (promotion de 1876), Il entre à la sortie de l'X en 1878 à l'École d'artillerie de Fontainebleau.
Promu lieutenant en second au régiment d'artillerie de la marine le 1er octobre 1880, il prend la direction de la 5e compagnie des ouvriers de l'arme en février 1881.
Capitaine en second le 6 octobre 1882, il est affecté à l'État-Major particulier de l'artillerie à Cherbourg, ville où il se marie le 5 octobre 1883 avec Marie Émilie Marguerite Forget.
Le 1er janvier 1885, il est nommé à la direction de l'artillerie en Guyane. Capitaine en premier le 12 juin 1885, il reçoit au 1er janvier 1886 la même affectation en Guyane.
Chevalier de la Légion d’honneur depuis 1889, il est nommé officier de l’ordre le 30 août 1894.
Chef d'escadron le 1er septembre 1892, puis lieutenant-colonel le 9 août 1898, c'est avec ce grade qu'il est envoyé le 1er janvier 1899 comme hors-cadre au Soudan français, responsable de la garnison de Tombouctou.
Du 20 avril au 14 juillet 1899, le lieutenant-colonel Klobb est chargé d'arrêter la colonne Voulet-Chanoine et de relever les deux capitaines de leur commandement. Après une poursuite de 2 000 kilomètres, Klobb rejoint la colonne infernale au hameau de Dankori, près de Zinder. Le capitaine Voulet fait ouvrir le feu. Klobb est tué par balle. Il est inhumé à Tombouctou.

## Décorations
Officier de la Légion d'honneur (décret du 30 août 1894)

## Hommages
Rue Klobb à Ribeauvillé, commune de naissance de Jean-François Arsène Klobb, ainsi que la Rue Colonel Klobb à Villeurbanne, dans la métropole de Lyon.